# Midsalip
Midsalip (Bayan ng Midsalip) är en kommun i Filippinerna. Kommunen ligger på ön Mindanao, och tillhör provinsen Zamboanga del Sur. Folkmängden uppgår till 28 909 invånare.

## Barangayer
Midsalip är indelat i 33 barangayer.
| - Bacahan - Balonai - Bibilop - Buloron - Cabaloran - Canipay Norte - Canipay Sur - Cumaron - Dakayakan - Duelic - Dumalinao | - Ecuan - Golictop - Guinabot - Guitalos - Guma - Kahayagan - Licuro-an - Lumpunid - Matalang - New Katipunan - New Unidos | - Palili - Pawan - Pili - Pisompongan - Piwan - Poblacion A - Poblacion B - Sigapod - Timbaboy - Tulbong - Tuluan |